# Qualificazioni al campionato mondiale di calcio 2010 - CAF - Seconda fase, gruppo 6

## Classifica
| Paese   | P.ti | G | V | P | S | GF | GS | DR |
| ------- | ---- | - | - | - | - | -- | -- | -- |
| Algeria | 10   | 6 | 3 | 1 | 2 | 7  | 4  | +3 |
| Gambia  | 9    | 6 | 2 | 3 | 1 | 6  | 3  | +3 |
| Senegal | 9    | 6 | 2 | 3 | 1 | 9  | 7  | +2 |
| Liberia | 3    | 6 | 0 | 3 | 3 | 4  | 12 | -8 |

- L' Algeria passa alla fase finale.

## Risultati

### Primo turno
| Arbitro: | Alex Kotey |

|          |           |  |
| Faye 80’ | Marcatori |  |

| Arbitro: | Yakhouba Keita |

|           |           |            |
| Makor 82’ | Marcatori | 17’ Jarjue |

### Secondo turno
| Banjul 8 giugno 2008 | Gambia       | 0 – 0 referto | Senegal | Independence Stadium (24.500 spett.)\| Arbitro: \| Aldrin Ncobo \| |
| Arbitro:             | Aldrin Ncobo |               |         |                                                                    |

| Arbitro: | Mohamed Ould Lemghambodj |

|                                   |           |  |
| Djebbour 16’ Ziani 20’ 47’ (rig.) | Marcatori |  |

### Terzo turno
| Arbitro: | Kokou Djaoupe |

|                        |           |                     |
| Williams 74’ Makor 85’ | Marcatori | 47’ Diouf 55’ Gueye |

| Arbitro: | Koman Coulibaly |

|                   |           |  |
| Jarjue 19’ (rig.) | Marcatori |  |

### Quarto turno
| Arbitro: | Ibrahim Chaibou |

|                               |           |              |
| Sonko 8’ Diouf 32’ Camara 63’ | Marcatori | 89’ Williams |

| Arbitro: | Gil Ndume |

|           |           |  |
| Yahia 33’ | Marcatori |  |

### Quinto turno
| Arbitro: | Eddy Maillet |

|                                      |           |                    |
| Gueye 60’ (aut.) Saïfi 66’ Yahia 72’ | Marcatori | 53’ Dia 91’ Sougou |

| Arbitro: | Jamel Ambaya |

|                          |           |  |
| Demba 10’ 76’ Jallow 26’ | Marcatori |  |

### Sesto turno
| Monrovia 11 ottobre 2008, ore 16:00 | Liberia    | 0 – 0 referto | Algeria | Samuel Doe Sports Complex (2.000 spett.)\| Arbitro: \| Ahmed Auda \| |
| Arbitro:                            | Ahmed Auda |               |         |                                                                      |

| Arbitro: | Kacem Bennaceur |

|             |           |           |
| Mangane 65’ | Marcatori | 85’ Nyang |